# ییلو
ییلو شهری در شهرستان گوئیباره در استان بام در بورکینافاسوی شمالی است و جمعیت آن ۳۴۸۷ نفر است.